# Printemps de Bourges 78
Printemps de Bourges 78 est une compilation enregistrée en public lors du Printemps de Bourges 1978 - festival chanson 2
- Enregistré en public entre le 12 et le 16 avril 1978
- Au Printemps de Bourges
- Pochette :
  - recto : logo Printemps de Bourges
  - verso : photos Geneviève Vanhaeck - x -
- Régie d'enregistrement : François Clavel
- Prise de son : Renaud Richard (assisté de : Patrick Mathieu) et Bob Le Louarne (assisté de Stéphen Zévio)
- Mixage : Bob Le Louarne au studio art folk
- Montage et gravure : Patrick Castagnetti
- Promotion : Béatrice Soulé - Nicole Higelin
- Réalisation artistique : Daniel Colling
- Édité par : RCA 9, avenue Matignon 75008 Paris.
- Production : ECOUTE S'IL PLEUT 49, rue Vercingétorix 75014 Paris.
- Distribution : RCA 9, avenue Matignon 75008 Paris.
- Référence : disque double 33 T . stéréo N° PL 37187

## Artistes
- Les artistes suivants sont présents (chacun pour un titre) sur ce double album :
  - Renaud : Hexagone
  - Maria del Mar Bonet
  - André Tavernier
  - Musiciens traditionnels du Nord de la Suède
  - Alain Meilland : Le Dissident
  - Areski / Fontaine
  - Gérard Pierron
  - Mama Béa Tékielski
  - El Orbane
  - Jean-Paul Farré
  - Mona Lisa
  - Boris Santeff
  - Mireille
  - Daniel Viglieti
  - Michèle Bernard
  - Jean-Marie Koltès
  - Teka et Ricardo
  - Ricet Barrier
  - Véronique Codolban
  - Patrick Manet
  - André Bialek
  - Alain Moisan
  - Font et Val